# Noord-Afrikaanse olifantspitsmuis
De Noord-Afrikaanse olifantspitsmuis (Petrosaltator rozeti) is een zoogdier uit de familie van de springspitsmuizen (Macroscelididae). De wetenschappelijke naam van de soort werd voor het eerst geldig gepubliceerd door Georges Louis Duvernoy in 1833. De soort werd tot 2016 tot het geslacht Elephantulus gerekend, maar werd naar nieuw eigen geslacht verplaatst: Petrosaltator, omdat het nauwer verwant bleek aan Petrodromus en Macroscelides dan aan Elephantulus. De afsplitsing met Petrodromus vond waarschijnlijk plaats tijdens het Mioceen.

## Uiterlijke kenmerken
De Noord-Afrikaanse olifantspitsmuis heeft een knaagdierachtig uiterlijk, met een klein lichaam, grote oren en een lange staart. Het weegt ongeveer 50 gram, wat erg licht is in vergelijking met andere springspitsmuizen. De totale lengte is 24 tot 38 centimeter, waarvan de staart 13 tot 16 centimeter lang is. De vachtkleur van de rug varieert van geelbruin tot bleek roze, de buik is altijd wit. Het heeft een lange flexibele snuit, wat typisch is voor springspitsmuizen, die het rond kan bewegen. De neusgaten bevinden zich richting het puntje van de snuit, waar ook lange snorharen uit groeien. De achterpoten zijn langer dan de voorpoten, waardoor ze goed kunnen rennen en springen. Noord-Afrikaanse olifantspitsmuizen gebruiken goed ontwikkelde klieren, die onder de staart zijn geplaatst, om territorium te markeren. Een volwassen exemplaar heeft 42 tanden, met een tandformule van 3.1.4.23.1.4.3.

## Voorkomen
De soort komt voor in Algerije, Libië, Marokko, Tunesië en de Westelijke Sahara. Het is de enige soort uit de Afrotheria die voorkomt in het Atlasgebergte.